# Provinciale weg 452
De provinciale weg 452 (N452) is een provinciale weg in de provincie Zuid-Holland. De weg vormt een verbinding tussen de N451 en de N207 ten oosten van Waddinxveen.
De weg is uitgevoerd als tweestrooks-gebiedsontsluitingsweg met buiten de bebouwde kom een maximumsnelheid van 80 km/h. De weg draagt de straatnaam Goudse Poort. De weg heeft als primaire functie om de N207 met de A12 te verbinden (via de N451). De bewegwijzering is daar ook op afgestemd, vanaf de afrit Gouda wordt de weg bewegwijzerd als N207 en N451, vanaf de N207 wordt via de N452 indirect naar de A12 verwezen.
De provincie Zuid-Holland is verantwoordelijk voor het beheer van de gehele N452.
Oorspronkelijk was deze weg de primaire verbindingsweg tussen de A12 en de N207. Met de aanleg van de N451, die parallel loopt aan de A12, werd een aanzienlijk deel van de N452 hernummerd naar de N451, met uitzondering van het stuk tussen de N207 en de N451.
N23 · N194 · N196 · N197 · N198 · N199 · N200 · N201 · N202 · N203 · N204 · N205 · N206 · N207 · N208 · N209 · N210 · N211 · N212 · N213 · N214 · N215 · N216 · N217 · N218 · N219 · N220 · N221 · N222 · N223 · N224 · N225 · N226 · N227 · N228 · N229 · N230 · N231 · N232 · N233 · N234 · N235 · N236 · N237 · N238 · N239 · N240 · N241 · N242 · N243 · N244 · N245 · N246 · N247 · N248 · N249 · N250 · N307

N401 · N402 · N403 · N404 · N405 · N406 · N407 · N408 · N409 · N410 · N411 · N412 · N413 · N414 · N415 · N416 · N417 · N418 · N419 · N420 · N421 · N439 · N440 · N441 · N442 · N443 · N444 · N445 · N446 · N447 · N448 · N449 · N450 · N451 · N452 · N453 · N454 · N455 · N456 · N457 · N458 · N459 · N460 · N461 · N462 · N463 · N464 · N465 · N466 · N467 · N468 · N469 · N470 · N471 · N472 · N473 · N474 · N475 · N476 · N477 · N478 · N479 · N480 · N481 · N482 · N483 · N484 · N487 · N488 · N489 · N490 · N491 · N492 · N493 · N494 · N495 · N496 · N497 · N498 · N501 · N502 · N503 · N504 · N505 · N505 (Andijk) · N506 · N507 · N508 · N509 · N510 · N511 · N512 · N513 · N514 · N515 · N516 · N517 · N518 · N519 · N520 · N521 · N522 · N523 · N524 · N525 · N526 · N527 · N806 · N830 · N848

Cursief vermelde wegen zijn voormalige Provinciale wegen